# Luigi Morville
Luigi Morville, noto anche con lo pseudonimo di Luigi De Paolis (Nettuno, 21 dicembre 1977), è un doppiatore italiano.

## Doppiaggio

### Film
- Edward Moss in Scary Movie 3 - Una risata vi seppellirà, Scary Movie 4
- Shawn Pyfrom in Shaggy Dog - Papà che abbaia... non morde
- Mark Wells in Le cronache di Narnia - Il leone, la strega e l'armadio
- Terry Simpson in The Day After Tomorrow - L'alba del giorno dopo
- Chris Warren Jr. in High School Musical 3: Senior Year
- Jonathan Jackson in Tuck Everlasting - Vivere per sempre
- Martin Starr in Adventureland
- Hallock Beals in The Last Song
- Lucas Black in Ritorno a Cold Mountain
- Reece Ritchie in Prince of Persia - Le sabbie del tempo
- Jesse Eisenberg in The Village
- Jimmi Simpson in Herbie - Il super Maggiolino
- Kiowa Gordon in New Moon
- Harry Gilliam in I fratelli Grimm e l'incantevole strega
- William DeMeo in Un boss sotto stress
- Jonathan Keltz in Un papà da salvare
- Alistair Brammer in Les Misérables
- Abdul Salis in Love Actually - L'amore davvero
- Sebastian Armesto in Pirati dei Caraibi - Oltre i confini del mare
- Lee Ingleby in Master & Commander - Sfida ai confini del mare
- Jeremy Strong in Lincoln
- Bob Menery in Road House

### Film d'animazione
- Krill in Alla ricerca di Nemo
- Scoiattolo #2 in Koda, fratello orso
- Duke in Uno zoo in fuga
- Billy in Bolt - Un eroe a quattro zampe
- Benny in Gnomeo e Giulietta, Sherlock Gnomes
- Terence in Trilli e il tesoro perduto, Trilli e il grande salvataggio
- Grandino in Trolls, Trolls World Tour, Trolls 3 - Tutti insieme
- Louis in L'era glaciale 4 - Continenti alla deriva, L'era glaciale - In rotta di collisione.
- Tonco Crood in I Croods, I Croods 2 - Una nuova era

### Film TV e miniserie televisive
- Chris Warren Jr. in High School Musical, High School Musical 2

### Serie televisive
- Elden Henson in Daredevil, The Defenders, Jessica Jones, Luke Cage, Daredevil - Rinascita
- Randy Harrison in Queer as Folk
- Shawn Pyfrom in Desperate Housewives
- Michael Urie in Ugly Betty
- Torrance Coombs in Endgame
- Alfonso Herrera in Sense8

### Cartoni animati
- Philip in Manny tuttofare
- Harold McGrady in A tutto reality - L'isola, A tutto reality - Azione! e A tutto reality - Il tour
- Oscar in Fish Hooks - Vita da pesci
- Moondoggie in Eureka Seven
- Cingolino in Adventure Time
- Leonardo (2012, 1ª Voce) in Teenage Mutant Ninja Turtles - Tartarughe Ninja (stagione 1-2)
- Flick in Sissi, la giovane imperatrice
- Riley in Uncle Grandpa
- Tonco Crood in I Croods - Le origini
- Eugene in Maggie
- Grandino in Trolls - La festa continua!, Trolls: TrollsTopia
- Gary in M.O.D.O.K.
- Salo in Arcane
- Ryota Sato in My Unique Skill Makes Me OP Even at Level 1
- Masataka Ichijo in The Grimm Variations
- Doug "Jonesy" Jones in Kong - Re dei primati
- Porco Galliard in L'attacco dei giganti